# Артемівська міська рада (Перевальський район)
Арте́мівська міська́ ра́да — колишня адміністративно-територіальна одиниця та орган місцевого самоврядування в Перевальському районі Луганської області. Адміністративний центр — місто Кипуче.

## Загальні відомості
Артемівська міська рада утворена в 1961 році.
- Територія ради: 19,25 км²
- Населення ради: 7420 осіб (станом на 2015 рік)

## Населені пункти
Міській раді підпорядковані населені пункти:
- м. Кипуче

## Склад ради
Рада складається з 30 депутатів та голови.
- Голова ради: Йолкін Олександр Іванович
- Секретар ради: Гахова Галина Володимирівна

### Керівний склад попередніх скликань
| Прізвище, ім'я, по батькові | Основні відомості                                                       | Дата обрання | Дата звільнення |
| --------------------------- | ----------------------------------------------------------------------- | ------------ | --------------- |
| Карташов Сергій Миколайович | Міський голова, 1961 року народження, член Комуністичної партії України | 26.03.2006   | 31.10.2010      |
| Йолкін Олександр Іванович   | Міський голова, 1959 року народження, освіта вища, член Партії регіонів | 31.10.2010   |                 |

Примітка: таблиця складена за даними сайту Верховної Ради України

### Депутати
За результатами місцевих виборів 2010 року депутатами ради стали:

#### За суб'єктами висування
| Суб'єкт висування                 | Кількість обраних депутатів | %   |
| --------------------------------- | --------------------------- | --- |
| Партія регіонів                   | 24                          | 80  |
| Комуністична партія України       | 3                           | 10  |
| Політична партія «Сильна Україна» | 2                           | 6,7 |
| Єдиний Центр                      | 1                           | 3,3 |

#### За округами
| № округу                          | Прізвище, ім'я, по батькові     | Дата визнання обраним | Освіта  | Партійна приналежність                  | Відомості про обраного депутата                                                                |
| --------------------------------- | ------------------------------- | --------------------- | ------- | --------------------------------------- | ---------------------------------------------------------------------------------------------- |
| Єдиний Центр                      |                                 |                       |         |                                         |                                                                                                |
| 7                                 | Мезеря Людмила Анатоліївна      | 05.11.2010            | вища    | член Єдиного Центру                     | СШ № 8, м. Артемівськ, директор                                                                |
| Комуністична партія України       |                                 |                       |         |                                         |                                                                                                |
| б/м                               | Кіях Лариса Семенівна           | 05.11.2010            | середня | член Комуністичної партії України       | пенсіонер                                                                                      |
| б/м                               | Карташова Ольга Леонідівна      | 05.11.2010            | вища    | член Комуністичної партії України       | МКП «АЖЕК», головний бухгалтер                                                                 |
| 10                                | Река Сергій Миколайович         | 05.11.2010            | вища    | член Комуністичної партії України       | Артемівська міська рада, заступник голови                                                      |
| Партія регіонів                   |                                 |                       |         |                                         |                                                                                                |
| б/м                               | Косенко Лариса Валентинівна     | 05.11.2010            | вища    | член Партії регіонів                    | ТОВ "Магазин № 35 «Артемовець», директор                                                       |
| б/м                               | Вільховченко Лариса Павлівна    | 05.11.2010            | вища    | член Партії регіонів                    | тимчасово не працює                                                                            |
| б/м                               | Філоненко Ірина Дмитрівна       | 05.11.2010            | вища    | член Партії регіонів                    | ТОВ "Магазин № 35 «Артемовець», фінансист                                                      |
| б/м                               | Жудін Андрій Євгенійович        | 05.11.2010            | вища    | член Партії регіонів                    | приватний підприємець Жудін Андрій Євгенович                                                   |
| б/м                               | Гахова Галина Володимирівна     | 05.11.2010            | вища    | член Партії регіонів                    | Артемівська гімназія № 7, вчитель                                                              |
| б/м                               | Орешкіна Надія Олексіївна       | 05.11.2010            | вища    | член Партії регіонів                    | Відокремлене підприємство «Шахта імені Артема», машиніст насосного обладнання                  |
| б/м                               | Кривенко Анатолій Тимофійович   | 05.11.2010            | вища    | член Партії регіонів                    | пенсіонер                                                                                      |
| б/м                               | Худобіна Наталія Олексіївна     | 05.11.2010            | вища    | член Партії регіонів                    | тимчасово не працює                                                                            |
| б/м                               | Вижелупов Петро Миколайович     | 05.11.2010            | середня | член Партії регіонів                    | тимчасово не працює                                                                            |
| б/м                               | Рисухіна Ніна Вікторівна        | 05.11.2010            | середня | член Партії регіонів                    | Відокремлене підприємство «Шахта імені Артема», електрослюсар                                  |
| б/м                               | Хижняк Юрій Володимирович       | 05.11.2010            | середня | член Партії регіонів                    | Відокремлене підприємство «Шахта імені Артема», охоронець                                      |
| 1                                 | Лисицина Олена Іванівна         | 05.11.2010            | вища    | член Партії регіонів                    | Артемівська міська рада, спеціаліст I категорії, землевпорядник                                |
| 2                                 | Ахметшина Марина Степанівна     | 05.11.2010            | середня | член Партії регіонів                    | Відокремлене підприємство «Шахта імені Артема», інструктор зі спорту                           |
| 3                                 | Колеснікова Марина Анатоліївна  | 05.11.2010            | вища    | член Партії регіонів                    | ВАТ «Алчевський металургійний комбінат», машиніст крану                                        |
| 4                                 | Павлюков Леонід Сергійович      | 05.11.2010            | середня | член Партії регіонів                    | пенсіонер                                                                                      |
| 5                                 | Корольова Олена Михайлівна      | 05.11.2010            | вища    | член Партії регіонів                    | Відокремлене підприємство «Шахта імені Артема», оператор                                       |
| 6                                 | Трошеніна Ірина Анатоліївна     | 05.11.2010            | вища    | член Партії регіонів                    | Артемівська гімназія № 7, директор                                                             |
| 8                                 | Харлашина Євдокія Павлівна      | 05.11.2010            | вища    | член Партії регіонів                    | Відокремлене підприємство «Шахта імені Артема», оператор                                       |
| 9                                 | Патєй Наталія Вікторівна        | 05.11.2010            | вища    | член Партії регіонів                    | тимчасово не працює                                                                            |
| 11                                | Григоренко Олена Леонідівна     | 05.11.2010            | вища    | член Партії регіонів                    | Виконком Артемівської міської ради, спеціаліст II категорії                                    |
| 12                                | Гапоненко Микола Миколайович    | 05.11.2010            | вища    | член Партії регіонів                    | Державне підприємство «Шахта Перевальська», гірничий майстер                                   |
| 13                                | Григор'ев Володимир Миколайович | 05.11.2010            | вища    | член Партії регіонів                    | ЗАТ «Ремонт і будівництво», монтажник                                                          |
| 14                                | Нікітенко Максим Миколайович    | 24.01.2011            | вища    | член Партії регіонів                    | приватний підприємець                                                                          |
| 15                                | Миронов Олексій Борисович       | 05.11.2010            | вища    | член Партії регіонів                    | ВАТ «Алчевський металургійний комбінат», начальник дільниці                                    |
| Політична партія «Сильна Україна» |                                 |                       |         |                                         |                                                                                                |
| б/м                               | Колесник Любов Михайлівна       | 05.11.2010            | вища    | член Політичної партії «Сильна Україна» | Виробниче підприємство «Шахта ім. Артема» ДП «Луганськвугілля», заступник головного бухгалтера |
| б/м                               | Поданєв Дмитро Анатолійович     | 05.11.2010            | вища    | член Політичної партії «Сильна Україна» | Приватне підприємство Поданєв, директор                                                        |